# Цермегедо
Цермегедо, Цермеґедо (італ. Zermeghedo, вен. Xermeghedo) — муніципалітет в Італії, у регіоні Венето, провінція Віченца.
Цермегедо розташоване на відстані близько 410 км на північ від Рима, 80 км на захід від Венеції, 17 км на південний захід від Віченци.
Населення — 1392 особи (2014).

## Демографія
Населення за роками:

Станом на 1 січня 2023 року в муніципалітеті офіційно проживали 152 іноземці з 23 країн, серед них 8 громадян країн Євросоюзу та 1 громадянин України.

## Сусідні муніципалітети
- Монтебелло-Вічентіно
- Монтеккьо-Маджоре
- Монторсо-Вічентіно